# کراسنودار رورا
کراسنودار رورا (انگلیسی: Krasnodar Rora؛ زادهٔ ۲۳ مارس ۱۹۴۵ – درگذشته ۱۲ نوامبر ۲۰۲۰) بازیکن فوتبال اهل کرواسی بود.
از باشگاه‌هایی که در آن بازی کرده‌است می‌توان به باشگاه فوتبال نانسی، باشگاه فوتبال دینامو زاگرب و باشگاه فوتبال استاندارد لیژ اشاره کرد.
وی همچنین در تیم ملی فوتبال یوگسلاوی بازی کرده‌است.